# Wilton, Alabama
Wilton là một thị trấn thuộc quận Shelby, tiểu bang Alabama, Hoa Kỳ. Dân số năm 2009 là 676 người, mật độ đạt 263 người/km².